# Rémy Désilets
Pour les articles homonymes, voir Désilets.
Rémy Désilets, né le 27 décembre 1952 à Drummondville, est un enseignant et un homme politique québécois.

## Biographie
Rémy Désilets est né le 27 décembre 1952 à Drummondville. Il est le fils de Joseph Désilets, machiniste, et de Gilberte Chabot. Il obtient un baccalauréat en enseignement de l'éducation physique de l'Université du Québec à Trois-Rivières en 1976. Il enseigne l'éducation physique entre 1976 et 1994.
Il est élu lors de l'élection générale québécoise de 1994 comme député du Parti québécois de la circonscription de Maskinongé à l'Assemblée nationale du Québec.  Il est réélu à l'élection générale de 1998. Il est défait lors de l'élection générale de 2003. Il retourne à l'enseignement de l'éducation physique en 2003 à l'école Beau-Soleil de Pointe-du-Lac. Il est défait lorsqu'il se présente pour les élections de 2007 et de 2008. 
Il devient ensuite chauffeur de poids lourds pour une compagnie de transport de marchandises.

## Résultats électoraux
|                                                                                               | Nom                       | Parti               | Nombre de voix | %      | Maj.  |
| --------------------------------------------------------------------------------------------- | ------------------------- | ------------------- | -------------- | ------ | ----- |
|                                                                                               | Jean-Paul Diamond         | Libéral             | 13 429         | 42,3 % | 2 441 |
|                                                                                               | Rémy Désilets             | Parti québécois     | 10 988         | 34,6 % | -     |
|                                                                                               | Jean Damphousse (sortant) | Action démocratique | 6 259          | 19,7 % | -     |
|                                                                                               | Mariannick Mercure        | Québec solidaire    | 708            | 2,2 %  | -     |
|                                                                                               | Michel Thibeault          | Indépendant         | 397            | 1,2 %  | -     |
| Total                                                                                         | Total                     | Total               | 31 781         | 100 %  |       |
| Le taux de participation lors de l'élection était de 64,2 % et 493 bulletins ont été rejetés. |                           |                     |                |        |       |

|                                                                                               | Nom                        | Parti               | Nombre de voix | %     | Maj.  |
| --------------------------------------------------------------------------------------------- | -------------------------- | ------------------- | -------------- | ----- | ----- |
|                                                                                               | Jean Damphousse            | Action démocratique | 14 862         | 40 %  | 4 095 |
|                                                                                               | Francine Gaudet (sortante) | Libéral             | 10 767         | 29 %  | -     |
|                                                                                               | Rémy Désilets              | Parti québécois     | 10 008         | 27 %  | -     |
|                                                                                               | Frédéric Demouy            | Vert                | 781            | 2,1 % | -     |
|                                                                                               | Mario Landry               | Québec solidaire    | 699            | 1,9 % | -     |
| Total                                                                                         | Total                      | Total               | 37 117         | 100 % |       |
| Le taux de participation lors de l'élection était de 76,3 % et 401 bulletins ont été rejetés. |                            |                     |                |       |       |

|                                                                                               | Nom                     | Parti               | Nombre de voix | %      | Maj. |
| --------------------------------------------------------------------------------------------- | ----------------------- | ------------------- | -------------- | ------ | ---- |
|                                                                                               | Francine Gaudet         | Libéral             | 13 240         | 38,2 % | 906  |
|                                                                                               | Rémy Désilets (sortant) | Parti québécois     | 12 334         | 35,6 % | -    |
|                                                                                               | Louise-Andrée Garant    | Action démocratique | 9 118          | 26,3 % | -    |
| Total                                                                                         | Total                   | Total               | 34 692         | 100 %  |      |
| Le taux de participation lors de l'élection était de 74,6 % et 560 bulletins ont été rejetés. |                         |                     |                |        |      |